# Grand Prix moto d'Andalousie

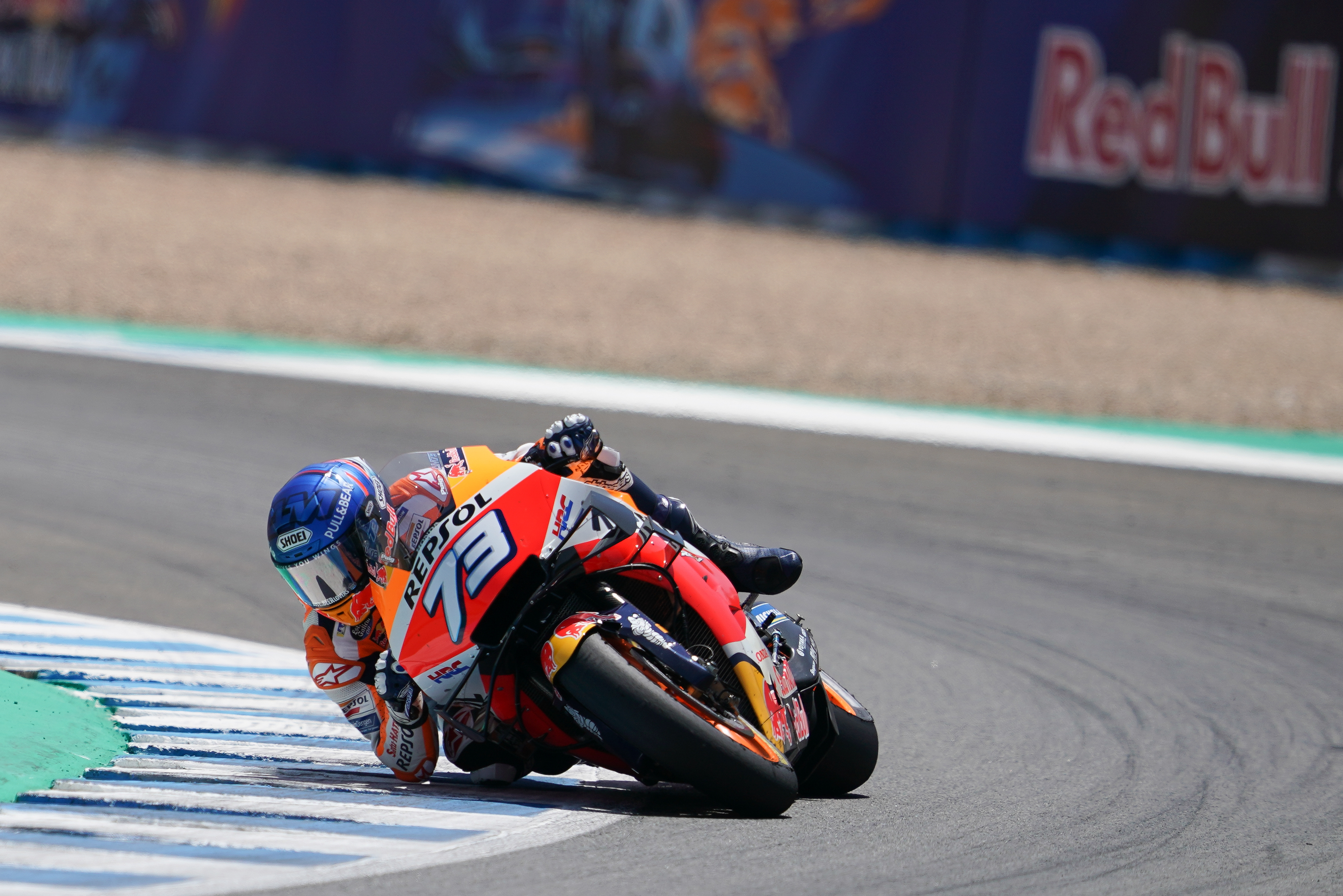
Álex Márquez au Grand Prix moto d'Andalousie de 2020

Le Grand Prix moto d'Andalousie est une épreuve de vitesse moto qui fait partie du Championnat du monde de vitesse moto en 2020.
La compétition a lieu sur le Circuit de Jerez.

## Palmarès
| Année | Circuit | MotoE                         | Moto3                  | Moto2                   | MotoGP                    | Rapport |
| ----- | ------- | ----------------------------- | ---------------------- | ----------------------- | ------------------------- | ------- |
| 2020  | Jerez   | Dominique Aegerter (Energica) | Tatsuki Suzuki (Honda) | Enea Bastianini (Kalex) | Fabio Quartararo (Yamaha) | Rapport |